# Sedco Express (schip, 2000)
De Sedco Express is een halfafzinkbaar platform dat in 2000 werd gebouwd door Direction des Constructions Navales voor Sedco Forex. Het SFXpress 2000-ontwerp van Marine Structure Consultants bestaat uit twee parallelle pontons met daarop elk twee kolommen met daarop het werkdek.

## Sedco Express-serie

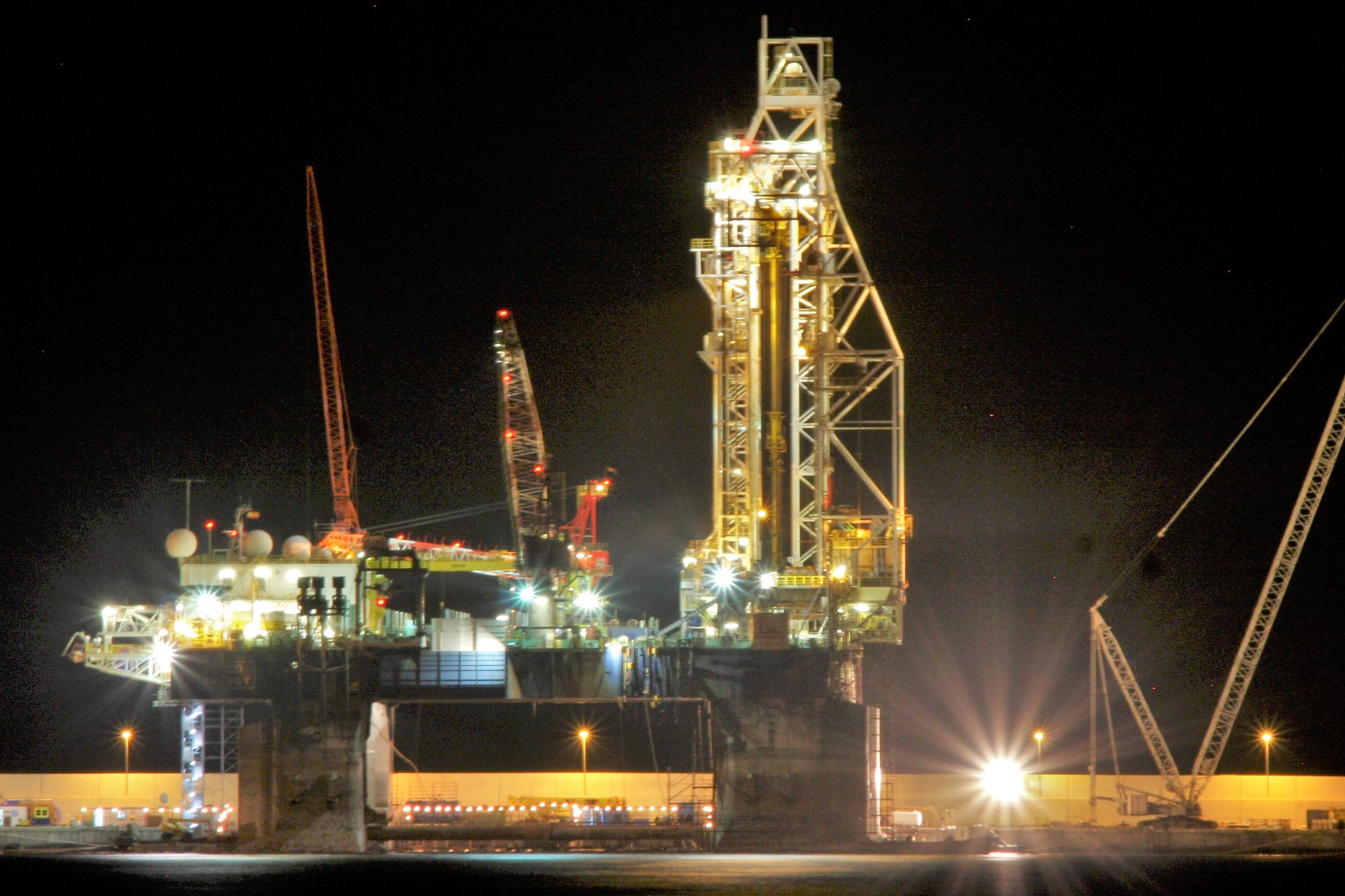
De Sedco Energy

| Naam          | Werf                                | Jaar | IMO-nummer |
| ------------- | ----------------------------------- | ---- | ---------- |
| Sedco Express | Direction des Constructions Navales | 2000 | 8764901    |
| Sedco Energy  | Direction des Constructions Navales | 2000 | 8764913    |
| Cajun Express | Promet Private Limited              | 2000 | 8764846    |